# Герен, Шарль (художник)
Шарль Франсуа́ Проспе́р Гере́н (фр. Charles-François-Prosper Guérin; 21 февраля 1875, Санс — 19 марта 1939, там же) — французский художник. Его отцом часто называют художника Жана Мишеля Проспера Герена, однако, эта информация, по всей видимости, ошибочна.

## Биография
Учился в Школе изящных искусств в Париже у Гюстава Моро. Выставлялся в Салоне с 1897 года, в «Осеннем салоне» с 1903 года, в «Салоне независимых» с 1906 года. Выставки были во многих европейских городах, включая Мюнхен в 1898, 1900 и 1911 годах, Брюссель в 1908 году, Амстердам в 1912 году и Рим в 1913 году. Спрос на его картины упал после Первой мировой войны, однако он продолжал работать и в 1923 году стал одним из основателей Салона де Тюильри.

## Творчество
Герен был поклонником Моне и Ренуара. Однако стилистически его можно сблизить с художниками группы «Наби» (Боннар, Вюйар, Дени).
- Иллюстрировал несколько книг, включая «Дафнис и Хлоя» и работы Колетт.
- Проектировал художественные оформления и костюмы для театра.

## Галерея

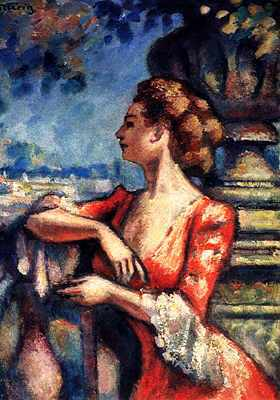
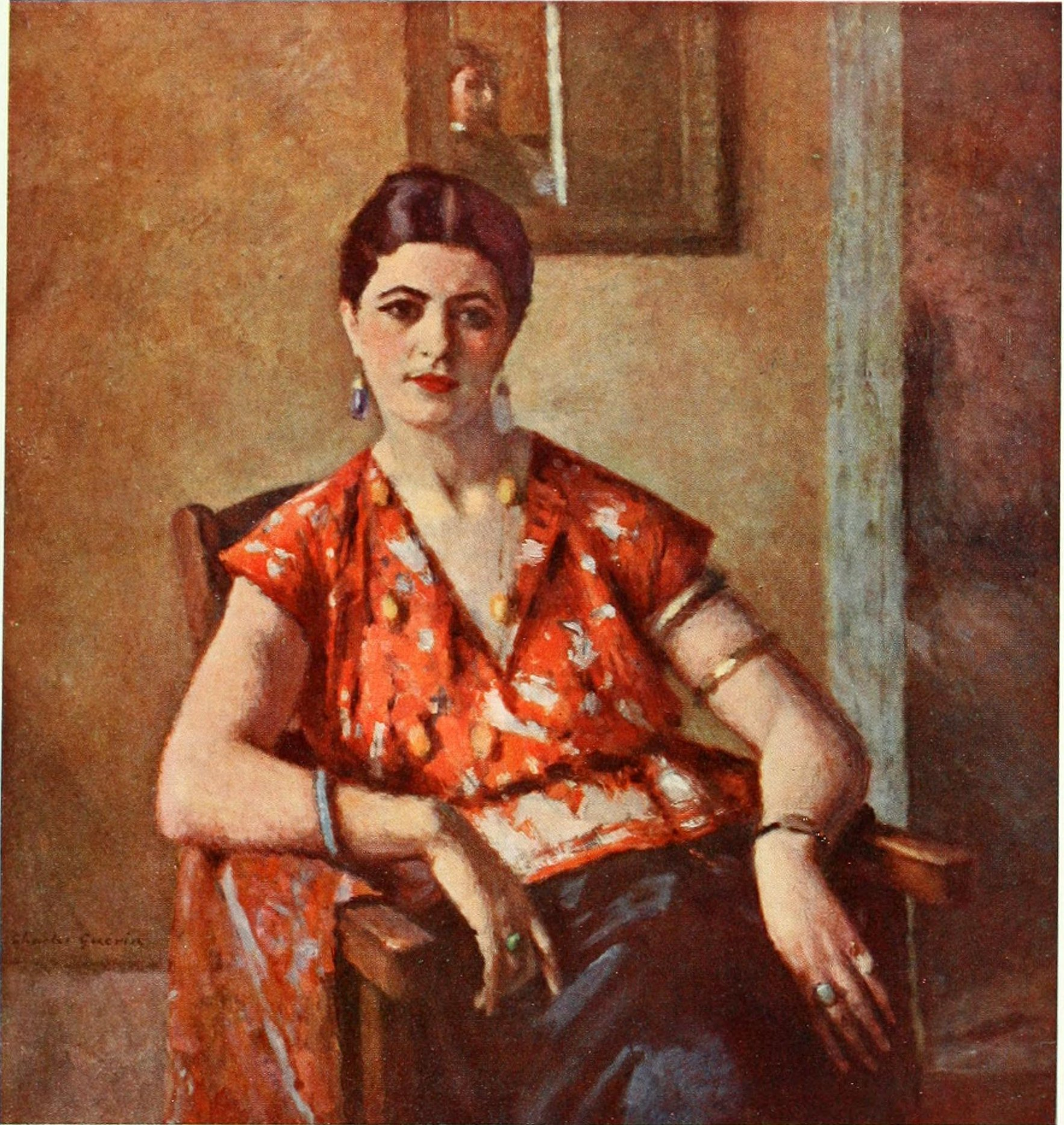
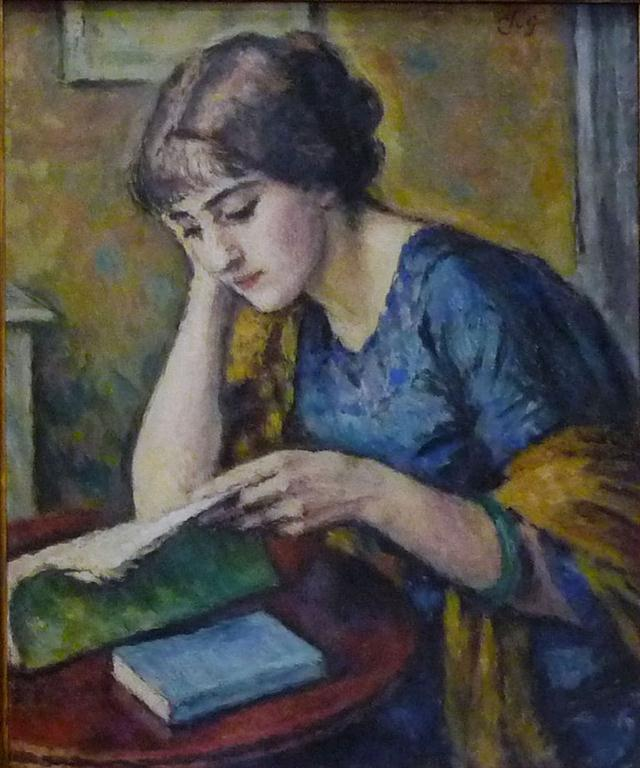
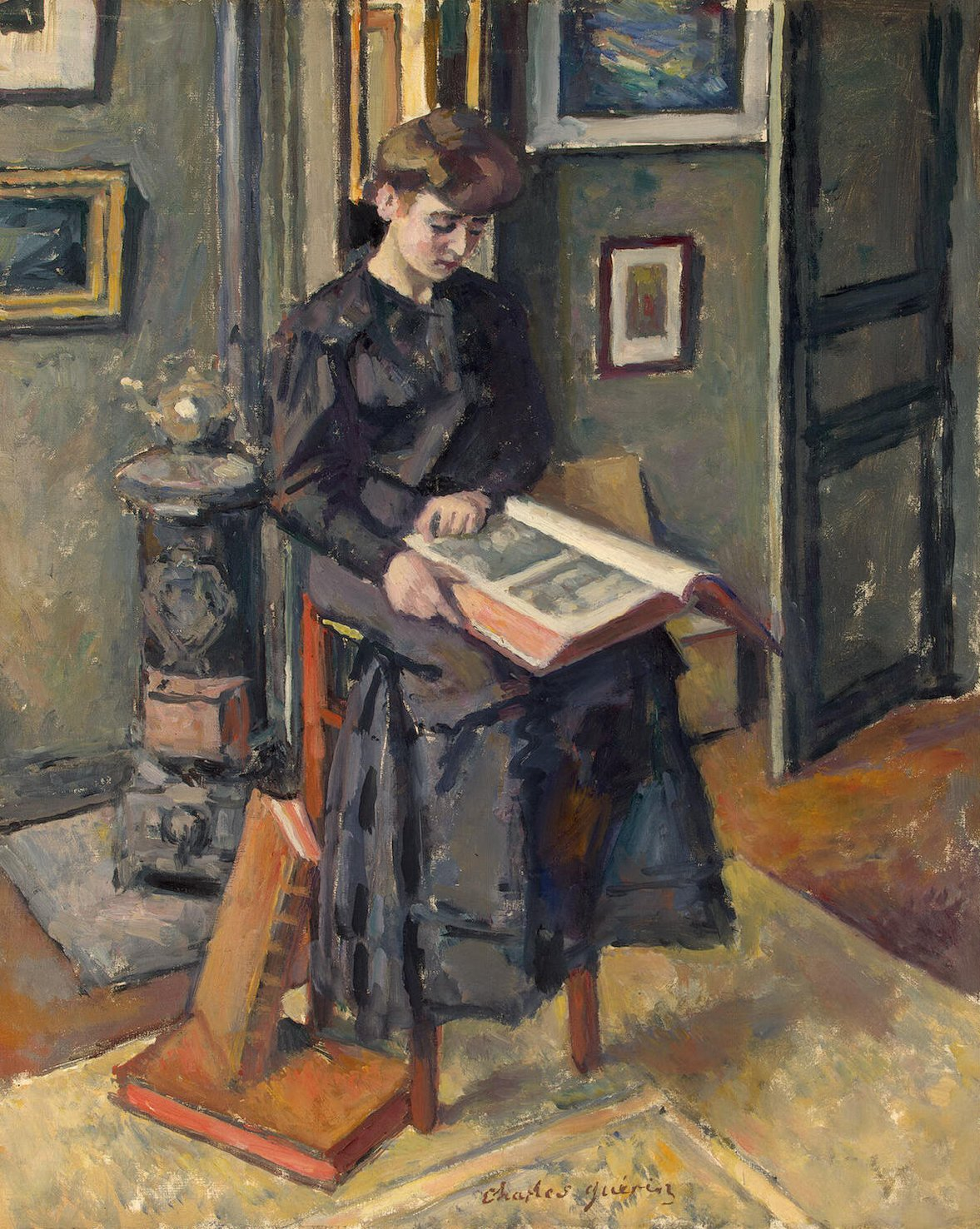
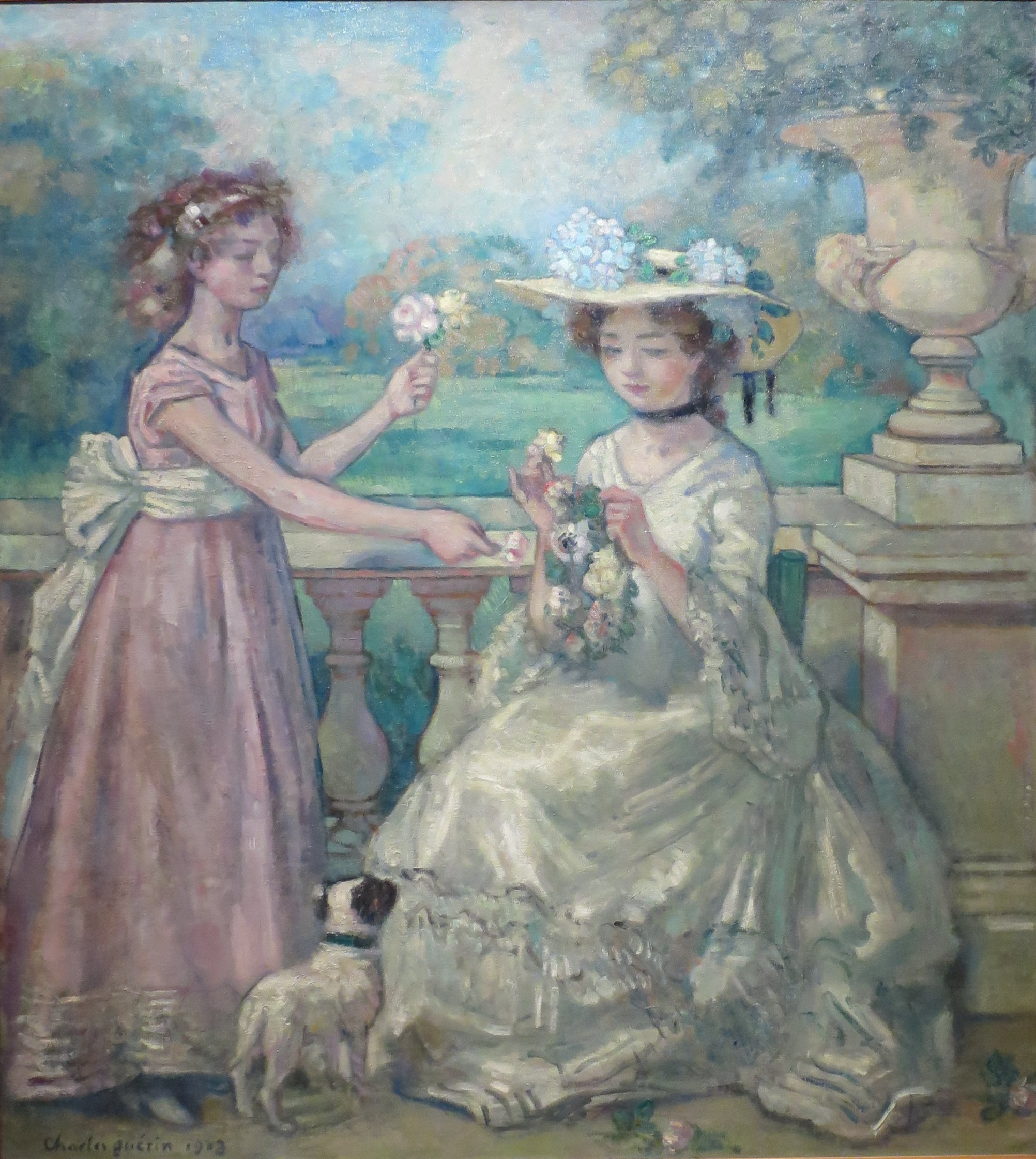
Две девушки на террасе. Пушкинский музей, Москва.
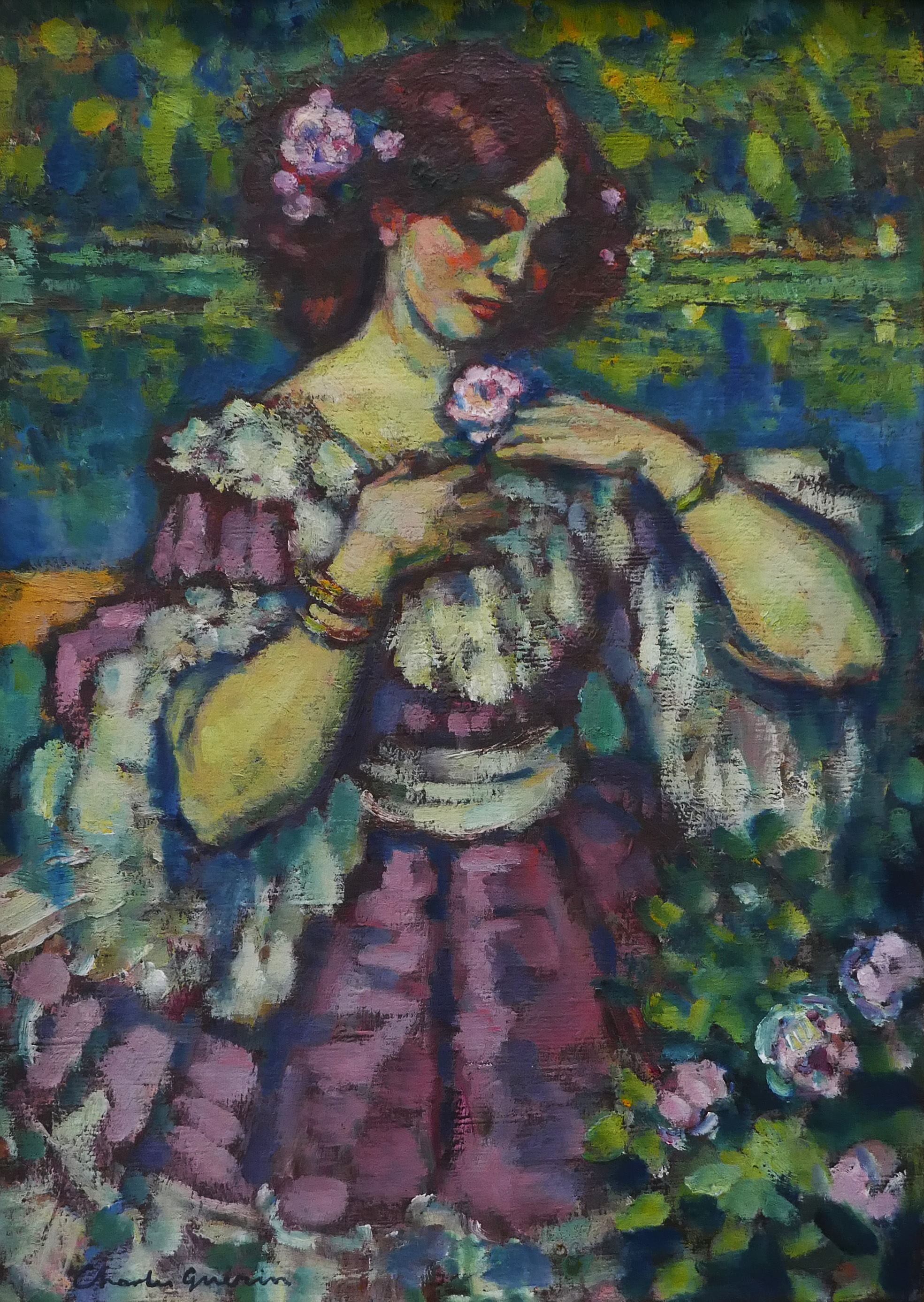
Дама с розой. Государственный Эрмитаж.